# Genta Miura
Genta Miura (* 1. březen 1995) je japonský fotbalista.

## Klubová kariéra
Hrával za Shimizu S-Pulse, Gamba Osaka.

## Reprezentační kariéra
Genta Miura odehrál za japonský národní tým v roce 2017 celkem 2 reprezentační utkání.

## Statistiky
| Japonsko | Japonsko | Japonsko |
| Roky     | Záp.     | Góly     |
| -------- | -------- | -------- |
| 2017     | 2        | 0        |
| 2018     | 3        | 0        |
| 2019     | 5        | 1        |
| Celkem   | 10       | 1        |